# Jos van Emden
Jos van Emden (født 18. februar 1985 i Schiedam) er en hollandsk forhenværende cykelrytter, som hele karrieren kørte for Team Jumbo-Visma.
Før van Emden fik professionel kontrakt, kørte han for Rabobanks kontinentalhold.